# Typ 091
Der Typ 091 (nach chinesischer Schreibweise als Typ 09I, nach NATO-Code als Han-Klasse bezeichnet) ist eine Klasse von fünf atomgetriebenen Jagd-U-Booten der Marine der Volksrepublik China. Die Boote der Klasse gehören mit dem strategischen U-Boot Changzheng 6 (Typ 092) zur 1. Generation chinesischer Atom-U-Boote.

## Geschichte

### Planung und Bau
Das Programm zur Planung startete bereits Ende der 1950er Jahre. Die Sowjetunion stellte ihre Unterstützung für das chinesische Entwicklungsprogramm jedoch ein, so dass weitgehend auf eigene Entwicklungen zurückgegriffen werden musste. Aufgrund dessen wurde das Programm 1963 für zwei Jahre unterbrochen. Dann wurde ein erster Reaktor an Land gebaut und erprobt. Auch danach dauerte es noch Jahre, bis Resultate sichtbar waren: Erst 1970 lief das erste Boot der Klasse in Huludao vom Stapel, im August 1974 folgte die Indienststellung.
Die komplexen Schritte, die bei der Fertigung eines Atom-U-Bootes zu beachten sind, führten beim ersten Boot der Klasse zu zahlreichen Problemen, einschließlich einer erhöhten Strahlenbelastung der Besatzung. Man versuchte die Konstruktionsschwächen bei den Kreisläufen der Reaktorkühlung und den Turbinen beim Bau des zweiten Bootes zu beseitigen, was nur teilweise gelang.
Die Produktion von Booten der Han-Klasse wurde fortgesetzt und endete mit dem fünften Boot (Nummer 405), das 1991 in Dienst gestellt wurde.
Die ersten zwei Boote wurden Ende der 1980er Jahre überholt, weitere zwei um den Jahrtausendwechsel. Es wird angenommen, dass zwei oder drei der ursprünglich fünf Boote bereits 2007 außer Dienst gestellt wurden.
Ergänzt und teilweise ersetzt werden die Boote seit 2006 durch die acht Einheiten des Typs 093 (Shang-Klasse).

## Technik

Der Typ 091 im Profil

Die Boote sind rund 106 Meter lang und verdrängen getaucht ca. 5500 ts Wasser. Zu Beginn waren die Hans, verglichen mit westlichen und sowjetischen Einheiten, sehr laut und weit weniger leistungsfähig; dies scheint sich durch die Überholung teilweise gebessert zu haben. Tom Clancy gab in seinem Sachbuch „Atom-U-Boot“ an, die Boote seien leistungsmäßig mit der amerikanischen Skipjack-Klasse oder der sowjetischen Victor-I-Klasse vergleichbar. In diesem Buch schrieb er über die Leistungsfähigkeit der Han-Boote, sie seien „schnell und besser als nichts“.
Die Bewaffnung besteht aus sechs Torpedorohren vom Kaliber 533 Millimeter. Für diese stehen 20 Torpedos vom Typ Yu-1, Yu-3 oder Yu-4 zur Verfügung. Anstelle von Torpedos können bis zu 36 Seeminen mitgeführt werden. Angetrieben werden die Boote von einem Druckwasserreaktor, der die Welle über eine turboelektrische Konfiguration antreibt.

## Einheiten
| Kennung | Name                                      | Bauwerft                    | Stapellauf | Indienststellung  | Außerdienststellung |
| ------- | ----------------------------------------- | --------------------------- | ---------- | ----------------- | ------------------- |
| 401     | Changzheng 1 (长征1号, „Langer Marsch 1“) | Bohai Schiffswerft, Huludao | 1970       | 1. August 1974    | 2000                |
| 402     | Changzheng 2 (长征2号, „Langer Marsch 2“) | Bohai Schiffswerft, Huludao | 1977       | 30. Dezember 1980 | 2004                |
| 403     | Changzheng 3 (长征3号, „Langer Marsch 3“) | Bohai Schiffswerft, Huludao | 1983       | 25. Dezember 1984 | ?                   |
| 404     | Changzheng 4 (长征4号, „Langer Marsch 4“) | Bohai Schiffswerft, Huludao | 1987       | 1988              | ?                   |
| 405     | Changzheng 5 (长征5号, „Langer Marsch 5“) | Bohai Schiffswerft, Huludao | 1990       | 1991              | ?                   |